# القناصون في الاتحاد السوفيتي
الحرب العالمية الثانية

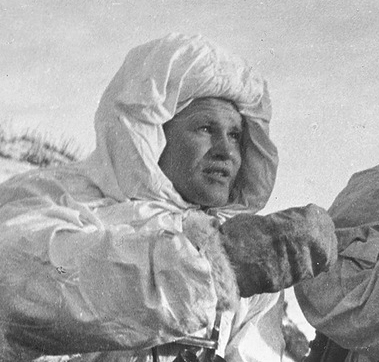
احتفل فاسيلي زايتسيف ، الذي ربما يكون أشهر قناص سوفيتي، لدوره خلال الحرب العالمية الثانية.

ادت وحدة القناصين في الاتحاد السوفيتي دورا جوهريا في مقدمة الجبهة الشرقية في الحرب العالمية الثانية، بغض النظر عن خلافاتهم السابقة واللاحقة، وفي الحرب العالمية الثانية استخدمت وحدة القناصين السوفيتيين بندقية عيار 7,62×54 ملم آر مع ذخيرة خارقة للدروع الثقيلة والخفيفة (B-30)، وذخيرة حارقة وخارقة للدروع (B-30)، ودعم تقنية التصويب الآلي على الهدف وحرقه (P3)، وذخيرة طلقات موجهه، وقد حمل معظم القناصة السوفيتيين المشاركين في الحرب العالمية الثانية حمولة قتالية مكونة من 120 طلقة نارية في ميدان القتال.
خلال الحرب العالمية الثانية، تلقى 428,335 فردا بما فيهم الحلفاء تدريب للقنص من قبل الجيش الأحمر، وبلغ عدد الذين حصلوا على كفاءات عالية المستوى ب 9534، بخلاف ما كانت عليه الجيوش الأخرى، وذلك العدد من هؤلاء القناصين يمكن ان يكونوا رجالاً أو نساءً، وفي الفترة بين عام 1941-1945، إذا ان مجموع القناصين النساء السوفييتيين بلغ 2484 ممن ادو دورهم، ومن بينهم نجى 500 قناصة في الحرب.

## تاريخ
في عام 1932، بدأ «حراك القناصين» تحت توجيه كليمنت فوروشيلوف، وفي عام 1938 شاركت قناصات الجيش الأحمر في معركة بحيرة خاسان ضد قوات الجيش الإمبراطوري الياباني، وكان ذلك أفضل نجاح للقناصات السوفيتية خلال الحرب العالمية الثانية كان في حالة الدفاع في الفترة ما بين 1941- 1943 [تحتاج إلى إثبات]، وبعد ذلك انقلب الوضع واصبح ذلك الموضع أفضلية للقناصين الألمان وأصبحوا يشكلون خطراً فعليا على القوات السوفييتية المتقدمة.

### المبدأ
تضمنت المبادئ العسكرية السوفييتية التابعة للإتحاد السوفييتي وحدة قناصين على مستوى الفريق والتي قد تعرف باسم «القناصة الماهرون» أو «لقب القناصة البارعون في الرماية» وفي البعض من المبادئ الأخرى (انظر إلى مقالة القناص > "Sniper")، وهم فعلوا ذلك بسبب ان مهارة الاشتباكات طويلة المدى قد فقدت مرونتها لدى القوات العادية وعندها تم اعتماد بنادق الرشاش والتي تم تحسينها للقتال في المدى القريب والتدخلات السريعة.
استخدم المبدأ العسكري السوفييتي القناصين لتوفير افضلية بعيدة المدى مزودة بخافي وميض لزيادة فرصة القضاء على الأهداف، وخصوصاً القادة، وذلك لأنه خلال الحرب العالمية الثانية، وجد القادة العسكريين السوفيتيين ومعدين النظريات القتالية (إذ ان جهود فاسيلي زايتسيف اثمرت بشكل كبير في مبدأ القناص السوفييتي، وعلى الرغم من ذلك لم يكن فعل أيا من هؤلاء رسمياً) انه كان من الصعب جدا على المنظمات العسكرية استبدال ضباط الصف والضباط الميدانيين ذوي الخبرة خلال أوقات الحرب، ووجدوا أن بنادق القنص ذات التكلفة العالية والقوة البسيطة يمكن ان تتناسب فعاليتها بقدر التكلفة لبندقية هجومية رخيصة بناء على الخبرة الشخصية للأفراد الجيدون في الاختيار والتدريب والالتزام بالمبدأ، واستخدم الاتحاد السوفييتي النساء لأداء واجبات القنص، ومنهن Lyudmila و Pavlichenko و Nina Lobkovskaya.
بعد الحرب، الزم الجيش السوفييتي وحدة القناصين الأساسية بوجود مطلق نار ومراقب.
بعدما عرضت بندقية دراغونوف القناصة، فقد تم توزيع قناصات بناءً على مستوى الفصيلة، وهؤلاء القناصون غالبا اختيروا من بين الأفراد الذين ادوا انجاز مثمرا من حيث الرماية بالبنادق حينما كانوا في أعضاء دوسكاف، وقد بلغت قدرة هؤلاء القناصين في إصابة الأهداف التي بحجم الرجل الثابتة من على بعد 800 متر (875 ياردة) هي احتمال 50%، وقدرت نسبة إصابة هدف ثابت بحجم الرجل من على بعد 500 متر (547 ياردة) باحتمال 80%، وللمسافات التي قدرت نسبة اصابتها بأكثر من 90% للمسافات التي لا تزيد عن 200 متر (219 ياردة)، ولتحقيق هذا المستوى من الدقة لا يجب على القناص الاشتباك مع أكثرمن هدفين تقريبا في كل دقيقة.

## بنادق

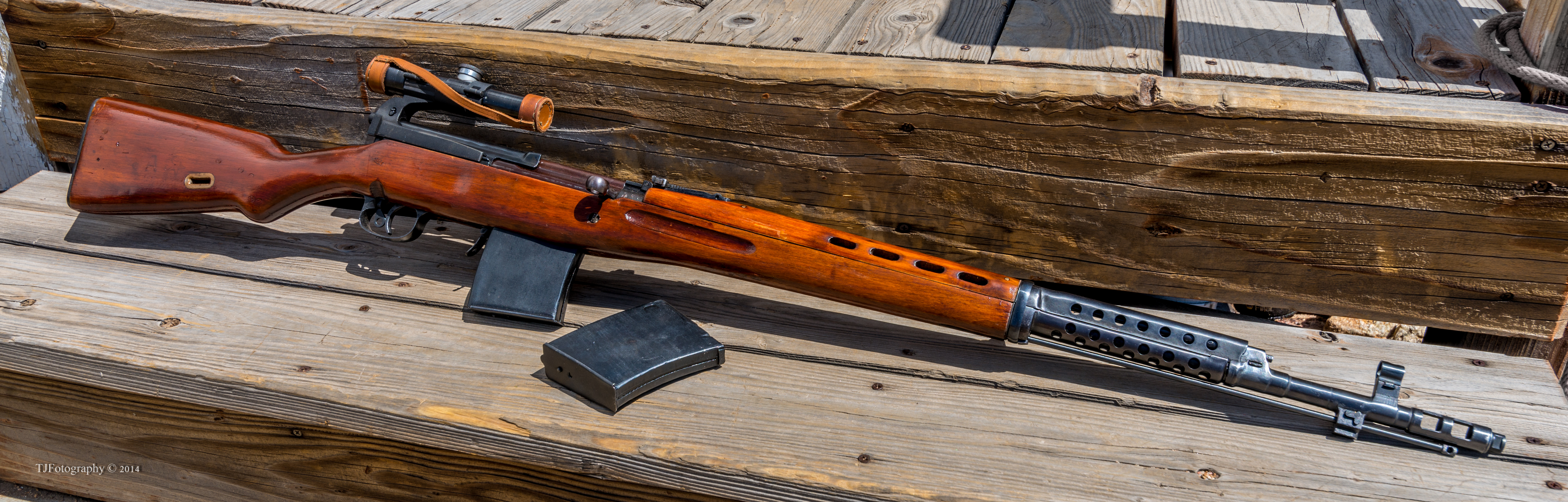
صورة توضيحية لبندقية تولا SVT-40 الأصلية المُصنّعة في عام 1941. تُظهر هذه النسخة عملية ترميم دقيقة أجرتها إحدى منشآت الترسانة الحربية، حيث أُضيفت خصائص مُحدّثة تشمل مخزنًا بحريًا من طراز AVT ومسامير برونزية.

صممت أول بندقية قناصة سوفييتية في الفترة بين عام 1927-1928، وقد كانت البندقية Mosin Dragoon عيار 7,62 ملم مع منظار D-III
(7,62-мм драгунская винтовка обр. 1891 года с оптическим прицелом Д-III на кронштейне А.А. Смирнского).
وفي عام 1931، تبنى الجيش الأحمر البندقية Mosin عيار 7,62 ملم مع منظار PE
(7,62-мм снайперская винтовка обр. 1891/31 гг. c оптическим прицелом ПЕ) وذلك لتكون بندقية القنص القياسية.
وفي العام 1940، قد تم تبنى البندقية SVT-40 الشبه اتوماتيكية عيار 7,62 ملم من قبل الجيش الأحمر مع منظار PU،
(7,62-мм снайперская винтовка СВТ-40 c оптическим прицелом ПУ) وذلك لتكون ثاني نموذج بندقية قناصة بمعايير قياسية، ولان هناك العديد من المشكلات والتي تتضمن مشاكلات في الدقة والملحق المخفي لوميض الطلقة حين الإطلاق، وبالإضافة إلى كون عملية تصنيع البندقية بطيئة ومعقدة، ولذلك تم إيقاف تصنيعها في أكتوبر عام 1941
وفي عام 1941 فقد تم تحويل العديد من بنادق القنص SVT-40 عيار 7,62 ملم الشبه أتوماتيكية مع منظار تصويبك PU إلى بنادق قنص آلية بالكامل.
وفي العام 1942 تبنى الجيش الأحمر بندقية القنص Mosin عيار 7,62 ملم مع منظار تصويب PU ك بندقية قنص أساسية.
(7,62-мм снайперская винтовка обр. 1891/30 гг. c оптическим прицелом ПУ на кронштейне Д. М. Кочетова)
وبعد ذلك، وقد حصل الجيش الأحمر على عديد قليل من بنادق AVS-36 ، والتي تحولت بعد ذلك إلى بندقية قنص آلية التلقيم مع منظار تصويب PE.
(АВС-36 с оптическим прицелом ПЕ обр. 1931 года)
وقد كانت أشهر البنادق التي قد استخدمت من قبل الجيش السوفييتي عددها ثلاثة، أولا: Mosin–Nagant, وثانيا: Tokarev SVT-40، ولاحقا تم استخدام SVD في عام 1963، وقد كانت أول بندقية قد صنعت خصيصا للرماة المحترفون
ولقد استخدمت البندقية Mosin–Nagant من قبل، وخلال، وبعد الحرب العالمية الثانية. ولقد استخدم فرار الأمان 1891/30 في بنادق المشاة القياسية كقاعدة، وعلى الرغم من ذلك فقد اختيرت البنادق المعدة للتحويل يدويا من اجل الجودة والدقة، وقد جاءت بأربع مناظير تصويب قوية والتي توفرت بنسختين، أولها: منظار التصويب PE والذي كان نسخة من منظار Zeiss الألماني، والذي تم تصنيعه من قبل Emil Busch AG، وبعد ذلك تم تقديم نموذج منظار PEM على اعتبار انه أكثر موثوقية وأسهل في الإنتاج، وثانياً: وقد بدأ إنتاج النسخة الثانية من بندقية القنص Mosin–Nagant مع منظار التصويب PU في أواخر العام 1942، وقد احتوت تلك البندقية على أبسط تصميم لمنظار تصويب والذي تم إنشائه من البندقية قصيرة الأجل SVT-40، وكان ذلك أسهل في الإنتاج الشامل، وإلى يومنا هذا فلقد ظلت كأكثر بندقية قنص أنتجت بشكل كبير واستخدمت لمدى طويل في العالم، ولقد بقيت بندقية القنص الرئيسية للاتحاد السوفييتي حتى حل محلها بندقية SVD Dragunov الشبه اتوماتيكية
(Снайперская винтовка Драгунова) ولقد تم اتخاذ بندقية SVD رسميا من قبل القوات المسلحة السوفيتية في عام 1963، بالرغم من انه تم انتاجها في وقت مبكر عام 1958، ولقد كانت بندقية SVD جواب الاتحاد السوفيتي لمطالبات تحديث سلاح القنص، ولقد حافظت البندقية على استخدام نفس الذخيرة 7.62 ملم آر، هي بندقية شبه اوتوماتيكية تعمل بالغاز مع مخزن بطراز دوار به عشرة فتحات قابلة للفصل. واستمرت بندقية SVT ك بندقية قياسية للعديد من البلدان بما فيهم دول حلف وارسو السابقة والان هم أعضاء الناتو.
وبعد ذلك تم إتخاذ البندقية VSS Vintorez من قبل القوات السوفييتية السبيتسنازية.

## في الثقافة الشعبية
- هناك فيلم من هوليوود يطلق عليه العدو على الأبواب تم إنتاجه حول سيرة فاسيلي زايتسيف (Enemy at the Gates)، وهو قناص سوفييتي والذي قاتل في معركة ستالينجراد، وقد كانت تعتمد الفكرة الرئيسية للفيلم على جزء من كتاب مسمى بقلم وليام كريج، والذي كما يزعم انه يتخيل مواجهه بين زايتسيف وقناص ألماني خيالي (ربما) يُدعى الرائد كونيغ.
- وقد تم تصوير دور لقناص سوفيتي في لعبة الفيديو نداء الحرب: الجزء العالم في حرب (Call of Duty: World at War)، فقد حدث انه على إحدى الخرائط اصيب القناص فيكتور ريزنوف (والذي وكل مهمة للاعب «ديميتري بيترينكو» مهمة القنص) بينما هو يركض لإلهاء القناصين الألمان لأجل ان يطلقوا النار، وذلك لكشف مواقعهم ويمكن اللاعب من قنصهم.
- وفي رواية توم كلاينسي Tom Clancy الدب والتنين (The Bear and the Dragon)، فلقد تم استخدام بندقية Mosin-Nagant من قبل القناص السوفيتي المخضرم في الحرب العالمية الثانية بافيل بتروفيتش غوغول، وهو من فرقة الحديد الصلبة، وذلك لقتل الجنرال الصيني خلال الغزو الصيني لسيبيريا من على مسافة 900 متر - بشكل جيد ودل ذلك على القدرات الفائقة ل Mosin-Nagant.
- وفي رواية حرب الجرذان بقلم ديفيد لي روبنز (War of the Rats)، فلقد تبين ان الشخصية الرئيسية، هي فاسيلي زايتسيف، وهو قناص سوفيتي شارك في الحرب العالمية الثانية.
- ولقد تكلمت رواية القناص جيمس ريوردان عن قصة تانيا تشيرنوفا والتي عُرِجت على مقابلات ريوردان مع هذه الشخصية.
- وهذا كتاب أربع خطوات للموت، وهو كتاب كتب بقلم جون ويلسون، وقد كان يصور القناصة السوفيتية، يلينا بافلوفا، كشخصية رئيسية في معركة ستالينجراد.
- وفي رواية- الأربعين أولا (Сорок первый) بقلم بوريس لافرينيوف وهي رواية سوفيتية عن قناصة امرأة في الجيش الأحمر خلال الحرب الأهلية الروسية والتي تم تبني شخصيتها في فيلم صامت (الأربعون - الأولى (فيلم 1927)،(The Forty-First (1927 film))، ومن ثم إلى صوت  فيلم (الأربعون الأولى - (فيلم 1956))، (The Forty-First (1956 film)).
- وفي الفيلم معركة سيفاستوبول (Battle for Sevastopol) لعام 2015 وهو فيلم أوكراني روسي مشترك وهو يروي السيرة ذاتية للقناصة السوفيتية ليودميلا بافليشنكو، والذي تدور أحداثه خلال حصار شبه جزيرة القرم في الفترة بين عامي1941-1942.  وقد كانت واقعية مع الحياة، حتى بعد إصابتها، ولكن بعد هذا تم إجلاء ليودميلا إلى الولايات المتحدة، حيث تلتقي بإليانور روزفلت في حملة علاقات عامة.